# Ширококолокольчик
Ширококолоко́льчик, или Платико́дон (лат. Platycodon) — монотипный род растений семейства Колокольчиковые (Campanulaceae). Включает единственный вид — Ширококолокольчик крупноцветковый (Platycodon grandiflorus).

## Ботаническое описание
Многолетние травянистые растения, совершенно голые, несколько сизоватые, (40) 50—100 (120) см высотой. Корневище редьковидное, мясистое, белое, с млечным соком. Стебель прямой или восходящий, простой, гладкий, внизу продольно-тонкобороздчатый.
Листья очерёдные или почти супротивные, яйцевидно-ланцетные или ромбовидно-ланцетные, 2,5—7 см длиной и 1—3 см шириной, снизу бледные, сидячие, основание клиновидное, край пильчатый или крупнозубчатый, верхушка оттянуто заострённая.
Цветок обычно одиночный, верхушечный, либо в числе двух—десяти собраны в верхушечное соцветие, до 10 (25) см длиной; цветоножки прямые. Чашечка сизоватая, обратноконическая, вверху расширенная, 0,9—1,5 см длиной, пятираздельная, доли (зубцы) узкотреугольные, заострённые, выпрямленные, несколько отогнутые, цельнокрайные. Венчик широковоронковидный (ширококолокольчатый), от синего до бледно-голубого цвета, иногда почти белый, 2,1—5,2 см длиной, пятилопастный, лопасти яйцевидные или яйцевидно-треугольные, острые, отогнутые. Тычинок пять, свободные, нити треугольно расширены у основания; пыльники 6,7—7 мм длиной. Столбик у основания утолщённый, глубоко расщеплён на пять звёздообразно расходящихся, прямых или несколько изогнутых, белых рылец. Завязь пятигнёздная.
Плод — прямая, яйцевидная, вверх торчащая коробочка, 1,5—2 см длиной, 1—1,2 см шириной, открывается на верхушке пятью зубцами. Семена эллиптические или яйцевидные, уплощённые, черноватые, блестящие, гладкие, 2—2,4 мм длиной, 1—1,3 мм шириной.

## Применение
Корень растения используется в китайской и корейской кухнях.